# Guenroc
Guenroc é uma comuna francesa na região administrativa da Bretanha, no departamento Côtes-d'Armor. Estende-se por uma área de 7,33 km². Em 2010 a comuna tinha 224 habitantes (densidade: 30,6 hab./km²).